# Lạc giới
Lạc giới (tựa tiếng Anh: Paradise in Heart) là một bộ phim điện ảnh Việt Nam thuộc thể loại lãng mạn – tâm lý – chính kịch ra mắt vào năm 2014 do Phi Tiến Sơn viết kịch bản kiêm đạo diễn, với sự tham gia diễn xuất của các diễn viên chính gồm Trung Dũng, Mai Thu Huyền và Bình An. 
Bộ phim được khởi chiếu tại các cụm rạp vào ngày 17 tháng 10 năm 2014.

## Nội dung
Trung là một tên tội phạm đang trốn thoát trên đường bị áp giải về trại giam. Anh mau chóng tìm đến một trang trại khai thác sữa dê hẻo lánh, nơi chỉ có cô y tá Kim, cậu chủ Hải ốm yếu, cùng một ông già bảo vệ nghiện rượu. Trung cố tình tạo ra một đám cháy ở chuồng dê khiến ông già bị đuổi việc rồi anh được thay thế vị trí đó.
Tại trang trại, Trung mau chóng quyến rũ Kim, hình thành một mối quan hệ xác thịt thường xuyên giữa hai người. Tuy nhiên, trong một lần Kim lên thành phố, cậu chủ Hải chủ động tiếp cận Trung, chia sẻ về số phận cay đắng của bản thân. Từ đó, giữa Trung và Hải nảy sinh mối tình cảm, biến quan hệ giữa ba con người thành một mối tình tay ba đầy trái ngang giữa vùng đồng không mông quạnh. Cùng lúc đó, công an vẫn không ngừng tìm kiếm Trung, bởi anh vốn là một tay phạm nhân nguy hiểm.
Lực lượng công an định ập vào trang trại bắt Trung, nhưng Hải đã lái xe máy chạy đi để đánh lạc hướng công an. Không may, Hải bị tai nạn và bị khúc cây nhỏ đâm vào người, sau đó được đưa vào bệnh viện cấp cứu. Mặc dù bị công an truy đuổi, Trung vẫn đến bệnh viện và tình nguyện hiến tim mình cho Hải để cứu mạng Hải, rồi anh tự sát bằng khẩu súng lục. Mấy tháng sau, Hải đưa hài cốt của Trung đi dạo ngoài biển, còn Kim thì đã có bầu.

## Diễn viên
- Trung Dũng vai Trung
- Mai Thu Huyền vai Kim
- Bình An vai Hải
- Vũ Tuấn Việt vai Duy
- Thành Lộc vai ông chủ quán ăn
- Trung Dân vai ông Tám
- Tuyền Mập vai nhân viên quán ăn
- Quách Ngọc Tuyên vai công an
- Nhan Thanh Toàn vai công an
- Nguyễn Hậu vai ông chủ tiệm xe máy
- Mỹ Uyên vai bà chủ tiệm xe máy
- Võ Hiệp vai ba của Hải
- Joel Spezeski vai bác sĩ ngoại quốc

## Giải thưởng
| Năm  | Lễ trao giải   | Hạng mục                     | Đề cử      | Kết quả   | Chú thích |
| ---- | -------------- | ---------------------------- | ---------- | --------- | --------- |
| 2015 | Cánh Diều Vàng | Nam diễn viên chính xuất sắc | Trung Dũng | Đoạt giải | [ 3 ]     |